# Плавучий танк

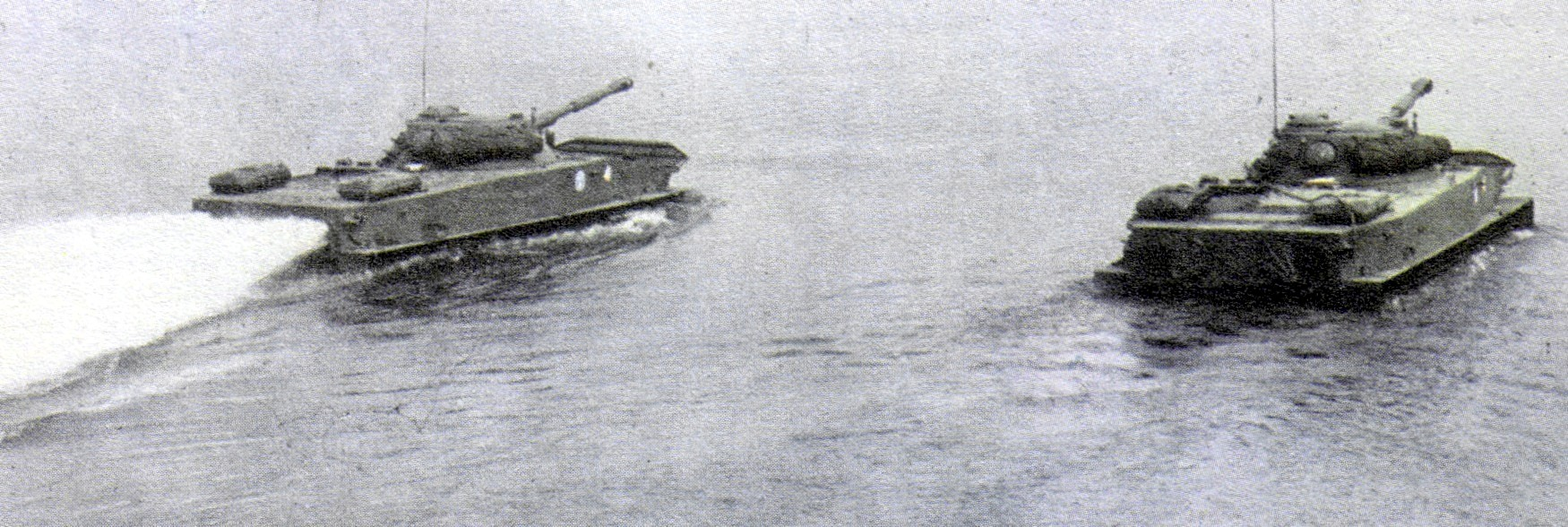
Плавучі танки Війська Польського ПТ-76 на навчаннях. 1971

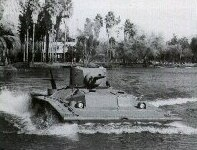
LVTA1 — американський легкий плавучий танк часів Другої світової війни

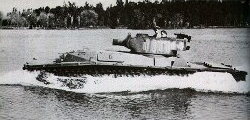
LVTA4 — американський легкий плавучий танк

Плаву́чий танк — бойова броньована машина на гусеничному шасі, зазвичай з гарматним або кулеметним озброєнням, один з видів танків, здатний самостійно долати водні перешкоди шляхом утримання на поверхні води й здатній вести бій як на суходолі так і на воді.